# 다키노가와잇초메 정류장
다키노가와잇초메 정류장(일본어: 滝野川一丁目停留場)은 일본 도쿄도 기타구 다키노가와 1초메에 있는 도쿄 도 교통국 도덴 아라카와 선의 정류장이다.

## 정류장 구조
상대식 승강장 2면 2선의 지상 정류장이다.

## 정류장 주변
- 국도 제122호선
- 수도고속도로 도심 환상선
- 사쿠라가오카 중・고등학교
- 기타 구 구민 센터

## 역사
- 1911년 8월 20일: 영업 개시.

## 인접 정류장
| 도쿄 도 교통국 ■ 도덴 아라카와 선 | 도쿄 도 교통국 ■ 도덴 아라카와 선 | 도쿄 도 교통국 ■ 도덴 아라카와 선 |
| --------------------------------- | --------------------------------- | --------------------------------- |
| 니시가하라욘초메 와세다 방면      |                                   | 아스카야마 미노와바시 방면        |